# Zisterzienserabtei São José do Rio Pardo
Die Zisterzienserabtei São José do Rio Pardo ist ein brasilianisches Kloster der Zisterzienser in São José do Rio Pardo, São Paulo (Bundesstaat), Bistum São João da Boa Vista.

## Geschichte
Als das deutsche Kloster Hardehausen 1939 vor dem Nationalsozialismus nach Brasilien fliehen musste, wo es heute im Kloster Hardehausen-Itatinga weiterlebt, versuchte Abt Alfons Heun zunächst eine Ansiedlung der Gemeinschaft in São José do Rio Pardo (nordwestlich Poços de Caldas). Dort kam es 1943 zur Gründung des Klosters Nossa Senhora de São Bernardo („Unsere Liebe Frau vom Heiligen Bernard“), das jedoch 1949 vom Orden in die Kongregation San Bernardo d’Italia inkorporiert wurde, während die Hardehausener 1951 Itatinga gründeten. Aus Kloster São Bernardo ging der in São José do Rio Pardo geborene Kardinal Orani João Tempesta hervor, der, als das Kloster 1996 zur Abtei erhoben wurde, für ein Jahr sein erster Abt war. Gegenwärtiger Abt des Klosters ist seit 2015 Dom Hélio Porto.